# نیون توکر
نیون توکر (انگلیسی: Nion Tocker; ۲۱ اوت ۱۸۸۵ – ۲۲ آوریل ۱۹۵۰) ورزشکار بابسلد اهل ایالات متحده آمریکا بود.
از افتخارات وی می‌توان به کسب مدال طلا در بازی‌های المپیک زمستانی ۱۹۲۸ اشاره کرد.